# 坂道テレビ〜乃木と欅と日向〜
『坂道テレビ〜乃木と欅と日向〜』（さかみちテレビ〜のぎとけやきとひなた〜）は、2019年よりNHKで不定期として放送されている坂道シリーズの乃木坂46・櫻坂46（旧欅坂46）・日向坂46の冠番組および特別番組。グループの改名に伴い、Vol.3は『坂道テレビ〜乃木と櫻と日向〜』（さかみちテレビ〜のぎとさくらとひなた〜）として放送された。

## 概要
坂道シリーズの乃木坂46・櫻坂46（旧欅坂46）・日向坂46（旧けやき坂46）が共演して、各グループの垣根を超えた企画が行われる音楽バラエティ番組である。2019年3月23日に『坂道テレビ〜乃木と欅と日向〜』（Vol.1）が放送された。同年12月30日にVol.2、翌2020年2月8日にはその拡大版が放送され、2021年2月27日には『坂道テレビ〜乃木と櫻と日向〜 Vol.3』が放送された。

## 出演者
レギュラー
- 乃木坂46
- 櫻坂46（Vol.2までは欅坂46）
- 日向坂46

 ゲスト 
- Vol.1[6]
  - 井上芳雄
  - 中村勘九郎
  - 中村太地
  - 宮川一朗太
  - 吉岡里帆
- Vol.2[7]
  - 松平健
  - イルカ
  - 桜井日奈子
  - 佐野恵太（横浜DeNAベイスターズ）
  - 小籔千豊

## 放送日程
| タイトル                               | 放送日時                       | 放送局           | スペシャル | 披露曲 | ゲスト                                           | ナレーション |
| -------------------------------------- | ------------------------------ | ---------------- | --- | --- | ------------------------------------------------ | ------------ |
| 坂道テレビ〜乃木と欅と日向〜 （Vol.1） | 2019年03月23日 23:00 - 翌00:30 | NHK総合          | 乃木坂46 7th YEAR BIRTHDAY LIVE or 西野七瀬 卒業コンサート 乃木坂×欅坂×日向坂 坂道キャプテントーク 3つのグループのガールズトーク                                                                                               | 黒い羊（欅坂46） キュン（日向坂46）                                                                             | 井上芳雄 中村勘九郎 中村太地 宮川一朗太 吉岡里帆 | 梶裕貴       |
| 坂道テレビ〜乃木と欅と日向〜 Vol.2     | 2019年12月30日 22:30 - 23:59   | NHK総合          | 3グループ同時紅白直前 乃木坂46 激動2019年 欅坂46 駆け抜けた2019年 日向坂46 飛躍の2019年 スワンボートに瓦割り クロストーク（ホームセンター、公園ピクニック、浅草ぶらり散歩）                                                    | 夜明けまで強がらなくてもいい（乃木坂46） アンビバレント（欅坂46） こんなに好きになっちゃっていいの?（日向坂46） | 松平健 イルカ 桜井日奈子 佐野恵太 小籔千豊       | 梶裕貴       |
| 坂道テレビ〜乃木と欅と日向〜 拡大版    | 2020年02月8日 18:00 - 20:00    | NHK BSプレミアム | 第70回NHK紅白歌合戦 舞台裏 乃木坂46・欅坂46・日向坂46 乃木坂46 激動2019年 欅坂46 駆け抜けた2019年 日向坂46 飛躍の2019年 クロストーク（ホームセンター、公園ピクニック、浅草ぶらり散歩）の未公開映像ウラVer.                     | 夜明けまで強がらなくてもいい（乃木坂46） アンビバレント（欅坂46） こんなに好きになっちゃっていいの?（日向坂46） | -                                                | 梶裕貴       |
| 坂道テレビ〜乃木と櫻と日向〜 Vol.3     | 2021年02月27日 16:30 - 18:00   | NHK総合          | 乃木坂46・櫻坂46・日向坂46×2020年（メンバートーク） 乃木坂46 4期生ライブ（トーク） 第71回NHK紅白歌合戦（乃木坂46・櫻坂46・日向坂46キャプテント－ク） 乃木坂46 9th YEAR BIRTHDAY LIVE 乃木坂46・櫻坂46・日向坂46×2021年への思い | 僕は僕を好きになる（乃木坂46）                                                                                  | -                                                | 梶裕貴       |

## スタッフ
- プロデューサー：長尾真
- 美術：山口高志
- 技術：高橋明（Vol.1）、関根和成（Vol.2・拡大版）
- 撮影：小渕一樹
- 照明：千葉聡文（Vol.1）、生水徹（Vol.2・拡大版）
- 音声：服部仁史（Vol.1）、盛重敦礼（Vol.2・拡大版）
- 取材：白野勝敏（Vol.2・拡大版）
- 編集：最上昌哉（Vol.2）
- 音響効果：吉田達朗
- 演出：塚田正道、蜂須賀澄人（拡大版）
- ディレクター：松田朋子
- 制作統括：石原真、茂山圭司、河野琢生（Vol.2）
- 制作協力：k-max
- 制作著作：NHK